# Trichostomum minutissimum
Trichostomum minutissimum là một loài rêu trong họ Pottiaceae. Loài này được Sakurai mô tả khoa học đầu tiên năm 1943.